# Mahatma Gandhi
 For alternative betydninger, se Gandhi (flertydig). (Se også artikler, som begynder med Gandhi)
 Der er for få eller ingen kildehenvisninger i denne artikel, hvilket er et problem. Du kan hjælpe ved at angive troværdige kilder til de påstande, som fremføres i artiklen.

Mohandas Karamchand Gandhi eller Mahatma Gandhi (født 2. oktober 1869, død 30. januar 1948) var en indisk politiker og åndelig leder, der stod i spidsen for Indiens uafhængighedsbevægelse.
Han fødtes i det lille fyrstedømme Porbandar nu i Gujarat. Hans tilnavn, Mahatma, betyder "den store sjæl".
Han huskes først og fremmest for sin brug af ikke-voldelige metoder som civil ulydighed i selvstændighedskampen, forankret i det religiøse koncept ahimsa. Den moderne pacifisme bygger i høj grad på Gandhis ikkevoldsfilosofi.
Gandhi regnes som "den indiske nations fader", og hans fødselsdag, 2. oktober, er national helligdag over hele Indien. Mahatma er en ærestitel og betyder «en stor sjæl».

## Baggrund
Mahatma Gandhi blev født i en købmandskaste med fromme hinduer og nonner. Han blev opdraget som vegetarianer og giftede sig 13 år gammel med Kasturba (omtales også som Kasturbai eller bare Ba), som han fik fire børn med.
I 1888 forlod Gandhi sin familie og rejste til England for at studere retsvidenskab. Her fandt han en vegetarisk restaurant, hvor han kom i kontakt med tankestrømninger som Madame Blavatskys teosofi, som han fortæller viste ham dybden i Indiens egen religiøse tradition. Han blev også interesseret i anarkismen. Et stort indtryk på ham gjorde desuden det lille hæfte Unto this Last af John Ruskin, som hævder, at ethvert individ har ansvar for alle sine medskabninger.

## Sydafrika
Gandhi forsøgte uden held at etablere sig som advokat i hjembyen Porbandar og i Bombay. I 1893 takkede han derfor ja til at repræsentere en indisk forretningsmand i den britiske koloni Natal, i dag en delstat i Sydafrika. I Natals hovedstad Durban var han den eneste ikke-europæiske advokat og fik snart mange opgaver for den talrige indiske folkegruppe. Det blev snart tydelig at der gjaldt andre regler for indere end for europæere, og Gandhi blev efterhånden involveret i en række kampagner for at sikre inderne lige rettigheder. Inderne i Sydafrika talte forskellige sprog og tilhørte forskellige religioner, men det lykkedes Gandhi at forene hinduer og muslimer til fælles kamp.
Som led i disse kampagner udviklede Gandhi de ikkevoldelige kampmetoder han er berømt for. Under hans ledelse nægtede tusindvis af indere at blive indført i et register over indere, og at betale en særskat som kun var pålagt indere. Gandhi og hans familie, så vel som tusindvis af andre indere, gik hellere frivillig i fængsel end at bøje sig for undertrykkelsen.
Samtidig med at han udviklede sine metoder for ikkevoldelig konfliktløsninger, forsøgte Gandhi også at realisere en livsførelse som ikke indebar brug af vold, og han var en konsekvent vegetarianer. Den politiske kamp var for Gandhi en form for selvrealisering. Som hindu var han overbevist om at alt levende er uløselig knyttet sammen. Enhver vold mod et levende væsen ville derfor være vold også mod ham. Sammen med sin familie og et antal venner og tilhængere etablerede han kollektivet Phoenix Farm. På Phoenix Farm boede både europæere, indere, muslimer, jøder, kristne og hinduer. De dyrkede deres egen mad, organiserede kampagner og havde redaktion og trykkeri for avisen Indian Opinion.
Gandhis ry spredte sig hurtigt til nabostaterne. Han blev snart engageret i kampen mod de strenge raceadskillelseslove i Transvaal, oprettede et kontor i Johannesburg og organiserede ikkevoldelige masseaktioner også der. Både hinduer og muslimer reagerede mod en lov som fastslog at kun kristne ægteskaber var gyldige. I 1910 blev Transvaal, Natal og to andre områder slået sammen til den Sydafrikanske union.
Gandhi fortsatte sine kampagner og vandt i 1913 vigtige delsejre; blandt andet blev indernes ægteskaber gjort lovlige og særskatten for indere afskaffet. Året efter var Gandhi med sin familie på vej tilbage til Indien.

## Indiens selvstændighedskamp
I 1914 vendte Gandhi tilbage til Indien hvor han blev engageret i Kongrespartiet, en organisation som arbejdede for at frigøre subkontinentet fra britisk overherredømme. Med sin stærke personlighed kom han snart til at dominere hele bevægelsen, og i 1925 blev han valgt til partiets leder.
Gandhis personlige styrke kom til udtryk i hans konsekvente og enkle livsstil. Han ville ikke have personlige ejendele, spiste enkel kost og gik kun med et enkelt tøjstykke på sig, vævet med tråde han selv havde spundet. Han ejede kun lidt mere end en seng, rokken som han spandt sit tøj på, og et par briller. Parallelt med kampagnen mod briterne, sørgede Gandhi for, at Kongrespartiet organiserede et konstruktivt program; hans mål var at oprette en parallel økonomi, således at inderne kunne slippe for at købe britiske varer eller betale skat til briterne. Specielt berømt er saltmarchen i 1930. Han ledede titusinder af indere, som vandrede 400 kilometer fra Ahmadabad til stranden ved landsbyen Dandi i delstaten Gujarat.
Gandhi blev mange gange arresteret af briterne, men i 1931 blev han inviteret til at forhandle med den britiske regering i London. Der opsøgte han britiske tekstilarbejdere for at forklare dem, at den indiske selvstændighedskamp ikke var rettet mod dem. Forhandlingerne førte ikke til enighed, og Gandhi fortsatte sin kamp mod briterne til uafhængigheden blev opnået i 1947.

## Gandhis død
Gandhi var modstander af Indiens deling i Pakistan og Indien i 1947 og agiterede for en fælles muslimsk-hinduistisk stat. Han blev myrdet af en fanatisk hindu, der var modstander af en forsoning med muslimerne. Han var forfærdet over massakrerne som fulgte delingen af subkontinentet i de to stater Pakistan (for muslimer) og Indien (for hinduer). Han opsøgte en muslimsk bydel i Calcutta og overnattede der for at forhindre hinduer i at angribe området. Han sultestrejkede også flere gange for at tvinge folk til at standse de blodige optøjer.
Mange yderligtgående hinduer mente, han var for eftergivende og ville have ham fjernet. 30. januar 1948 blev han efter sin daglige morgenbøn skudt med tre skud i brystkassen af Nathuram Godse, som var medlem af en nationalistisk hinduorganisation. Gandhis sidste ord var «Hē Ram», (Devanagari: हे ! राम eller, He Rām), («Å Gud»). Han blev kremeret i Delhi ved bredden af floden Jamuna. Dette sted er nu et mindested for Gandhi.
Albert Einstein sagde følgende om Gandhi efter hans død: «Kommende generationer vil ikke tro, at en sådan mand – af kød og blod – har vandret på vor jord.»
Selvom Gandhi stadig har tilhængere, er der også kritikere ikke mindst i Sydafrika, hvor han på grund af nedsættende udtalelser om Sydafrikas sorte befolkning ikke erindres entydigt positivt.

## Filosofi
Gandhis filosofi og ideer var stærkt påvirket af Bhagavad Gita, hinduisme og jainisme. Han levede enkelt med bøn, faste og meditation, var vegetar og skrev flere bøger om det.